# Kelly Cheng
Kelly Cheng (née Claes; Placentia, 18 september 1995) is een Amerikaans beachvolleyballer. Ze nam eenmaal deel aan de Olympische Spelen en werd in 2023 wereldkampioen.

## Carrière

### 2013 tot en met 2018
Cheng speelde volleybal in de zaal tijdens haar highschooltijd in Fullerton en werd vervolgens door Sara Hughes benaderd om met haar te beachvolleyballen voor de University of Southern California. Het duo won in 2013 de bronzen medaille bij de wereldkampioenschappen onder 19 in Porto en herhaalde die prestatie een jaar later bij de WK onder 21 in Larnaca. In 2014 maakten Cheng en Hughes bovendien hun debuut in de AVP Tour. Het jaar daarop haalden ze met een derde plek in New York voor het eerst het podium in de nationale competitie en debuteerden ze in Long Beach in de FIVB World Tour. Daarnaast behaalde het duo twee podiumplaatsen in de beachvolleybalcompetitie van de NORCECA. In 2016 boekten ze twee overwinningen in de Noord-Amerikaanse competitie en wonnen ze bovendien de wereldtitel voor studenten in Pärnu. In de World Tour namen ze deel aan twee toernooien met een negende plaats in Long Beach als beste resultaat. In de binnenlandse competitie eindigden Cheng en Hughes als derde in New York en als tweede in San Francisco.
Het daaropvolgende seizoen deed het duo mee aan vijf reguliere FIVB-toernooien waarbij zowel in Rio de Janeiro als in Poreč de kwartfinale gehaald werd. Bij de WK in Wenen werden ze in de achtste finale uitgeschakeld door de latere winnaars Laura Ludwig en Kira Walkenhorst. In de AVP Tour kwamen ze bij vier toernooien tot een overwinning in Chicago en een derde plaats in Manhattan Beach. Verder deed Cheng aan het begin van het seizoen met Kelly Reeves mee aan het internationale toernooi van Fort Lauderdale en speelde ze in oktober met April Ross in Qinzhou. In 2018 nam Cheng met Hughes nog deel aan twee FIVB-toernooien, waarna ze de rest van het seizoen met Brittany Hochevar speelde. Op mondiaal niveau deed het duo mee aan zes toernooien en daarbij behaalde het een tweede (Xiamen), een vierde (Warschau) en een vijfde plaats (Espinho). In het nationale circuit eindigden ze bij zes van de zes wedstrijden waar ze aan deelnamen op het podium; in Manhattan Beach werden ze tweede en bij de overige vijf toernooien behaalden ze de derde plaats.

### 2018 tot heden
Vervolgens vormde Cheng tot en met 2021 een team met Sarah Sponcil. Het eerste seizoen namen ze deel aan elf reguliere toernooien in de World Tour met onder meer twee tweede plaatsen (Den Haag en Espinho) en een derde plaats (Qinzhou) als resultaat. Bij de WK in Hamburg bereikte het duo de achtste finale die verloren werd van het Italiaanse tweetal Marta Menegatti en Viktoria Orsi Toth. Bij de World Tour Finals in Rome kwamen Cheng en Sponcil eveneens niet verder dan een negende plaats. In de binnenlandse competitie behaalden ze vier podiumplaatsen; in New York eindigden ze als tweede en in Seattle, Chicago en Waikiki als derde. In het najaar van 2019 deed het duo nog mee aan twee FIVB-toernooien met een vijfde plaats in Chetumal als beste resultaat. Het jaar daarop waren Cheng en Sponcil actief op drie AVP-toernooien in Long Beach waarbij ze tot een tweede, een derde en een vijfde plaats kwamen. In 2021 nam het duo in aanloop naar de Olympische Spelen deel aan zeven wedstrijden in het internationale circuit. Daarbij boekten ze twee overwinningen (Sotsji en Ostrava) en drie vijfde plaatsen (Doha en twee keer Cancun). Bij het olympisch beachvolleybaltoernooi in Tokio bereikten Cheng en Sponcil de achtste finale waar ze werden uitgeschakeld door het Canadese duo Heather Bansley en Brandie Wilkerson. Na afloop van de Spelen eindigde het tweetal in Cagliari als vijfde bij de World Tour Finals. In de AVP Tour kwamen ze bij drie wedstrijden tot een tweede (Atlanta) en een derde plaats (Manhattan Beach). 
In 2022 vormde Cheng een team met Betsi Flint. Het duo deed in de Amerikaanse competitie aan acht toernooien mee. Ze behaalden daarbij een eerste plaats in New Orleans, tweede plaatsen in Hermosa Beach, Manhattan Beach en Phoenix. Internationaal namen ze in de Beach Pro Tour – de opvolger van de World Tour – aan vier Elite16-toernooien deel. Ze wonnen het toernooi van Hamburg en eindigden als vierde in Rosarito en Parijs. Bij de WK in Rome bereikten ze de zestiende finale waar ze werden uitgeschakeld door Karla Borger en Julia Sude uit Duitsland.

## Palmares
Kampioenschappen
- 2013:  WK U19
- 2014:  WK U21
- 2017: 9e WK
- 2019: 9e WK
- 2021: 9e OS
- 2023:  WK

FIVB World Tour
- 2018:  4* Xiamen
- 2018:  3* Qinzhou
- 2019:  4* Den Haag
- 2019:  4* Espinho
- 2021:  4* Sotsji
- 2021:  4* Ostrava

Beach Pro Tour
- 2022:  Elite16 Hamburg
- 2022:  Torquay Challenge
- 2022:  Elite16 Torquay
- 2022:  Beach Pro Tour Final Doha
- 2023:  Elite16 Tepic
- 2023:  Elite16 Gstaad
- 2024:  Elite16 Doha
- 2024:  Elite16 Ostrava